# Castelletto Cervo
Castelletto Cervo (piemontiul: Castlët) település Olaszországban, Piemont régióban, Biella megyében. Lakosainak száma 775 fő (2023. január 1.). Castelletto Cervo Buronzo, Gifflenga, Lessona, Masserano és Mottalciata községekkel határos.

## Népesség
A település lakossága az elmúlt években az alábbi módon változott:
| Lakosok száma | 841  | 816  | 775  |
|               | 2017 | 2018 | 2023 |